# Christelijke Volkspartij (België)
De Christelijke Volkspartij (CVP) was een christendemocratische Belgische politieke partij en was de opvolger van het Katholiek Verbond van België. In 2001 werd de partij omgevormd tot Christen-Democratisch en Vlaams (CD&V).

## Geschiedenis

### Oprichting na Tweede Wereldoorlog

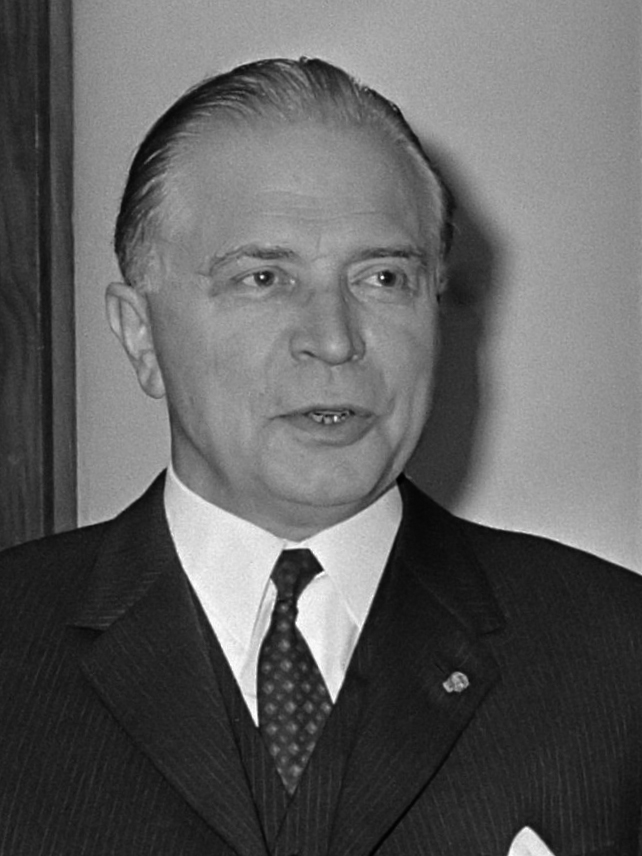
Gaston Eyskens

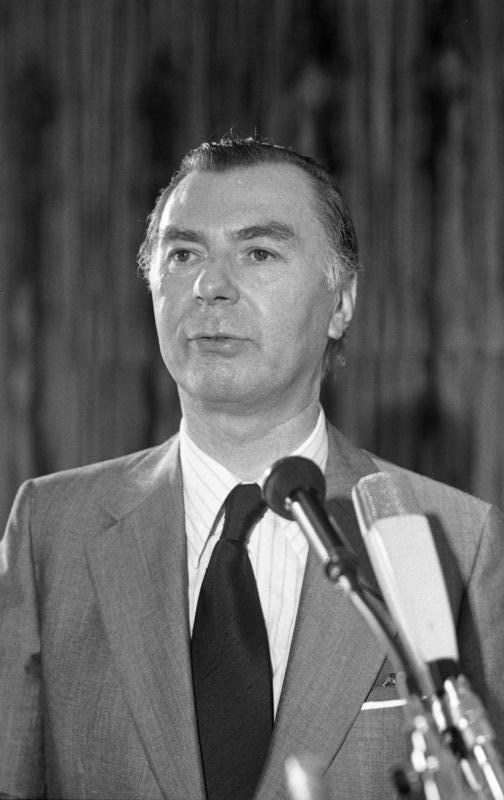
Leo Tindemans

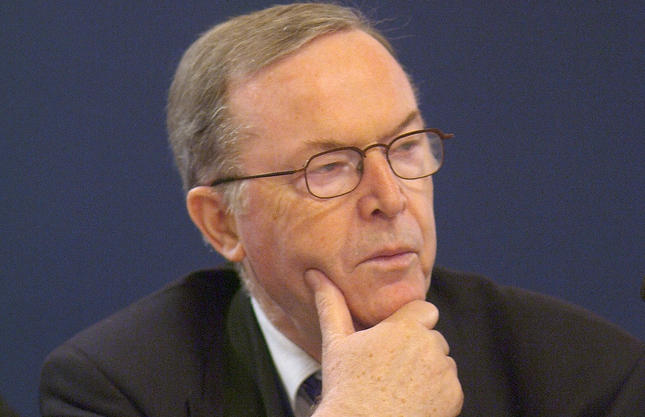
Wilfried Martens

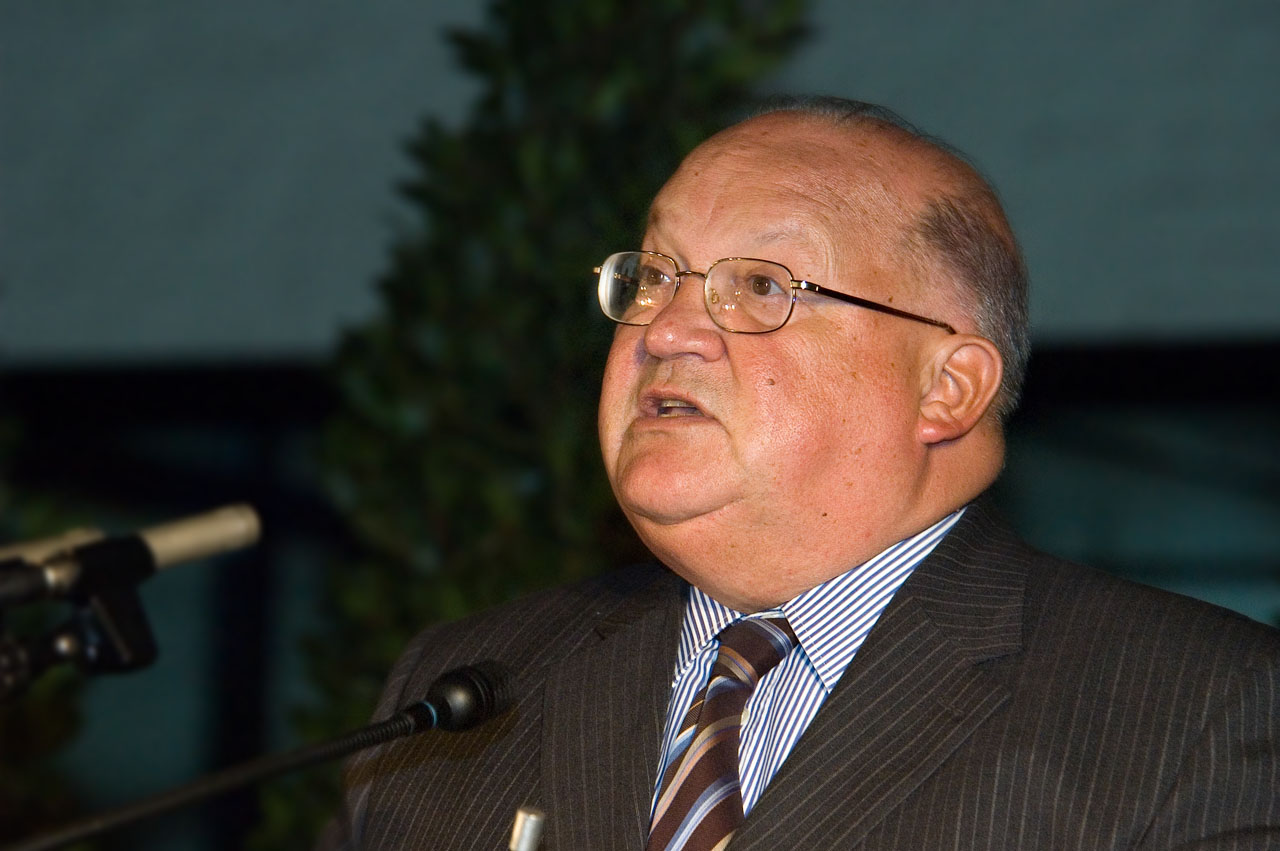
Jean-Luc Dehaene

De Christelijke Volkspartij (afgekort als CVP) werd opgericht op 18-19 augustus 1945 onder voorzitterschap van August de Schryver en was de opvolger van de Katholieke Partij, de Katholieke Vlaamse Volkspartij (KVV) en de Parti catholique social (PCS). Bij de verkiezingen van 1946 was de CVP meteen de grootste partij. In de eerste jaren na de oorlog beroerde de koningskwestie de maatschappij en politiek. Vanaf maart 1947 tot aan de verkiezingen van 13 juni 1999 nam de CVP vrijwel onafgebroken deel aan de regering, met uitzondering van de periode 1954-1958 toen een coalitie van socialisten (BSP) en liberalen (LP) onder leiding van Achiel Van Acker aan de macht was.
In 1950 behaalde de partij de absolute meerderheid in de Kamer van volksvertegenwoordigers én de Senaat - de laatste keer dat een partij die in beide Kamers kon behalen. Van 1950 tot 1954 vormde de CVP homogene regeringen. Na vier jaar paars van 1954 tot 1958 haalt de CVP opnieuw de absolute meerderheid in de Senaat - in de Kamer haalde ze die nét niet. Daarop volgt de laatste homogene regering in de Belgische geschiedenis, die echter reeds na vier maanden valt. Tot aan de verkiezingen van 1961 werd dan met de liberalen bestuurd. De Eenheidswet en het grote protest bezorgen de CVP een lagere verkiezingsscore in 1961.
De jaren vijftig staan in het teken van de schoolstrijd. De CVP verdedigt de belangen van de vrije (vaak katholieke) scholen en wil ze financieel ondersteunen. In 1958 komt onder leiding van Gaston Eyskens het schoolpact. Het sleutelplan (sociaaleconomisch plan) was een reactie van de CVP na het schoolpact waarbij men zich richt op het sociaaleconomische aspect, inzake werkloosheid en werk in eigen streek.

### Van unitaire partij naar splitsing
Als gevolg van de taalstrijd en meer bepaald de strijd om de totale vernederlandsing van de Leuvense universiteit in de jaren zestig, werd de unitaire partij in 1969 opgesplitst in een Vlaamse en een Franstalige partij, de laatste onder de naam PSC (Parti Social Chrétien, sinds mei 2002 omgevormd tot cdH, Centre démocrate humaniste).

### De CVP-staat
Eind jaren 60 komt er binnen de CVP een nieuwe generatie aan de macht. Wilfried Martens als partijvoorzitter, maar vooral de populaire Leo Tindemans zorgen ervoor dat de CVP de grootste partij van het land blijft. In de jaren 70 gaat de meeste aandacht uit naar de staatshervorming. Tussen 1977 en 1981 zijn er 8 verschillende regeringen onder leiding van Tindemans, Martens, Vanden Boeynants en Mark Eyskens. Tijdens de verkiezingen van november 1981 lijdt de CVP een zeer zware nederlaag. In de jaren 80 zorgt de kwestie-Voeren en de plaatsing van Amerikaanse kruisraketten op Belgisch grondgebied voor beroering. De meningen over dit laatste zijn verdeeld, ook binnen de CVP. Bij de verkiezingen van 1985 herstelt de CVP, maar bij de verkiezingen van 1987 scoort ze bijna even slecht als in 1981.
In 1990 wordt de abortuswet tegen de wil van de CVP goedgekeurd. Begin oktober 1991 valt de regering na een bijzonder hevige communautaire confrontatie over de uitvoer van wapens naar het Midden-Oosten. Bij de daaropvolgende verkiezingen van november 1991 lijden de regeringspartijen een zware nederlaag, net als de Volksunie; de winst gaat vooral naar het Vlaams Blok, waardoor deze verkiezingsdag bekend werd als Zwarte Zondag. De toenmalige premier Wilfried Martens werd na deze verkiezingen vervangen als eerste minister door Jean-Luc Dehaene. Martens, die in 1990 voorzitter was geworden van de Europese Volkspartij, bleef in deze hoedanigheid wel politiek actief tot aan zijn dood in 2013.

### Periode-Dehaene
In 1991 wordt Jean-Luc Dehaene premier. Onder zijn bewind wordt België een echte federale staat met het Sint-Michielsakkoord (1992-1993). In de jaren 90 moet er flink worden bespaard om de Maastrichtnorm te halen om in de eurozone te stappen.

### De verkiezingen van 13 juni 1999
Een gestage electorale achteruitgang van de CVP sinds de jaren 80 en vooral een voedselschandaal, zgn. dioxinecrisis dat in mei 1999 uitbrak, leidden bij de nationale en deelstaatverkiezingen van 13 juni 1999 hoofdzakelijk tot een historische nederlaag voor CVP en bijkomend een nationale politieke aardverschuiving. Bij de regeringsvorming verdween de CVP voor het eerst sinds 1958 in de oppositie, zowel op federaal als op Vlaams bestuursniveau. Dehaene verliet daarop de nationale politiek, ondanks een groot aantal voorkeurstemmen. De CVP bleef weliswaar de grootste fractie in het Vlaamse parlement, maar moest in het federale parlement de VLD laten voorgaan. De coalitie zonder de CVP bestond uit drie partijen: liberalen, socialisten en groenen (de zogenaamde paars-groene coalitie van het kabinet Verhofstadt I). In de Vlaamse Regering kwam daar nog VU-ID bij.

### Een nieuwe naam
Op 9 oktober 1999 werd Stefaan De Clerck gekozen tot algemeen partijvoorzitter (als opvolger van Marc Van Peel) en startte in 2000 een organisatorische en ideologische hervorming. Bijgevolg veranderde de partij in 2001 haar naam in Christen-Democratisch en Vlaams (CD&V).
Bij de gemeenteraadsverkiezingen van 2000 zette zich enig herstel in en eind 2007, gedurende de interim-regering-Verhofstadt III, kwam de partij voor het eerst sinds de naamsverandering terug in de federale regering na 8 jaar afwezigheid.

## Structuur

### Voorzitters
| Voorzitters CVP/PSC                     | Voorzitters CVP/PSC                  | Voorzitters CVP/PSC |
| Naam                                    | Periode                              | Opmerkingen |
| --------------------------------------- | ------------------------------------ | --- |
| August de Schryver                      | 19 augustus 1945 - 27 november 1949  | Verkozen op 19 augustus 1945. Herkozen op 14 juli 1946, 6 juli 1947 en 21 juni 1948.                                                                                               |
| François-Xavier van der Straten-Waillet | 27 november 1949 - 24 september 1950 | Verkozen op 27 november 1949. |
| Théo Lefèvre                            | 24 september 1950 - 27 mei 1961      | Verkozen op 24 september 1950. Herkozen op 9 december 1951, 29 juni 1952, 19 december 1954, 11 december 1955, 8 december 1956, 15 december 1957, 6 maart 1960 en 18 december 1960. |
| Paul Vanden Boeynants                   | 27 mei 1961 - 30 april 1966          | Verkozen op 27 mei 1961. Herkozen op 3 december 1961, 14 december 1963 en 19 december 1965.                                                                                        |
| Robert Houben                           | 30 april 1966 - 24 november 1972     | Verkozen op 30 april 1966. Herkozen op 19 februari 1967. |
| Voorzitters Vlaamse vleugel CVP         |                                      | |
| Paul-Willem Segers                      | 19 augustus 1945 - 20 augustus 1949  | |
| Gilbert Mullie                          | 20 augustus 1949 - 24 september 1950 | Waarnemend voorzitter tot 27 november 1949. |
| Jozef Deschuyffeleer                    | 24 september 1950 - 21 juni 1959     | Overleden in functie. |
| Alfred Bertrand                         | 9 juli 1959 - 27 mei 1961            | |
| Jos De Saeger                           | 27 mei 1961 - 15 december 1963       | |
| Robert Vandekerckhove                   | 15 december 1963 - 27 april 1969     | |

| Voorzitters CVP       | Voorzitters CVP                      | Voorzitters CVP                                                                                          |
| Voorzitter            | Periode                              | Opmerkingen                                                                                              |
| --------------------- | ------------------------------------ | --- |
| Robert Vandekerckhove | 27 april 1969 - 4 maart 1972         | Verkozen op 27 april 1969.                                                                               |
| Wilfried Martens      | 4 maart 1972 - 6 april 1979          | Verkozen op 4 maart 1972. Herkozen op 8 december 1974 en 18 december 1977.                               |
| Leo Tindemans         | 6 april 1979 - 18 december 1981      | Waarnemend voorzitter tot 15 december 1979, officieel verkozen op 15 december 1979.                      |
| Frank Swaelen         | 18 december 1981 - 17 september 1988 | Waarnemend voorzitter tot 14 maart 1982. Officieel verkozen op 14 maart 1982, herkozen op 31 maart 1986. |
| Herman Van Rompuy     | 17 september 1988 - 7 september 1993 | Verkozen op 17 september 1988, herkozen op 3 oktober 1992.                                               |
| Johan Van Hecke       | 7 september 1993 - 6 juni 1996       | Waarnemend voorzitter tot 5 december 1993, officieel verkozen op 5 december 1993.                        |
| Marc Van Peel         | 6 juni 1996 - 8 oktober 1999         | Waarnemend voorzitter tot 30 november 1996, officieel verkozen op 30 november 1996.                      |
| Stefaan De Clerck     | 8 oktober 1999 - 29 september 2001   | Verkozen op 8 oktober 1999.                                                                              |

## Politieke mandaten

### Verleden

#### Overzicht deelnames federale regering
| Regering            | Premier               | Partijen                  | Van             | Tot             |
| ------------------- | --------------------- | ------------------------- | --------------- | --------------- |
| Spaak III           | Paul-Henri Spaak      | BSP-PSB, CVP/PSC          | 20 maart 1947   | 27 nov. 1948    |
| Spaak IV            | Paul-Henri Spaak      | BSP-PSB, CVP/PSC          | 27 nov. 1948    | 11 aug. 1949    |
| G. Eyskens I        | Gaston Eyskens        | CVP/PSC, LP-PL            | 11 aug. 1949    | 8 juni 1950     |
| Duvieusart          | Jean Duvieusart       | PSC/CVP                   | 8 juni 1950     | 16 aug. 1950    |
| Pholien             | Joseph Pholien        | PSC/CVP                   | 16 aug. 1950    | 15 jan. 1952    |
| Van Houtte          | Jean van Houtte       | CVP/PSC                   | 15 jan. 1952    | 23 april 1954   |
|                     |                       |                           |                 |                 |
| G. Eyskens II       | Gaston Eyskens        | CVP/PSC                   | 26 juni 1958    | 6 nov. 1958     |
| G. Eyskens III      | Gaston Eyskens        | CVP/PSC, LP-PL            | 6 nov. 1958     | 25 april 1961   |
| Lefèvre             | Théo Lefèvre          | CVP/PSC, BSP-PSB          | 25 april 1961   | 28 juli 1965    |
| Harmel              | Pierre Harmel         | PSC/CVP, BSP-PSB          | 28 juli 1965    | 19 maart 1966   |
| Vanden Boeynants I  | Paul Vanden Boeynants | CVP/PSC, PVV/PLP          | 19 maart 1966   | 17 juni 1968    |
| G. Eyskens IV       | Gaston Eyskens        | CVP/PSC, BSP-PSB          | 17 juni 1968    | 20 jan. 1972    |
| G. Eyskens V        | Gaston Eyskens        | CVP/PSC, BSP-PSB          | 20 jan. 1972    | 26 jan. 1973    |
| Leburton            | Edmond Leburton       | BSP-PSB, CVP/PSC, PVV/PLP | 26 jan. 1973    | 25 april 1974   |
| Tindemans I         | Leo Tindemans         | CVP/PSC, PVV/PLP          | 25 april 1974   | 11 juni 1974    |
| Tindemans II        | Leo Tindemans         | CVP/PSC, PVV/PLP, RW      | 11 juni 1974    | 6 maart 1977    |
| Tindemans III       | Leo Tindemans         | CVP/PSC, PVV/PLP          | 6 maart 1977    | 3 juni 1977     |
| Tindemans IV        | Leo Tindemans         | CVP/PSC, BSP-PSB, VU/FDF  | 3 juni 1977     | 20 okt. 1978    |
| Vanden Boeynants II | Paul Vanden Boeynants | CVP/PSC, BSP-PSB, VU/FDF  | 20 okt. 1978    | 3 april 1979    |
| Martens I           | Wilfried Martens      | CVP/PSC, SP/PS, FDF       | 3 april 1979    | 23 januari 1980 |
| Martens II          | Wilfried Martens      | CVP/PSC, SP/PS            | 23 januari 1980 | 18 mei 1980     |
| Martens III         | Wilfried Martens      | CVP/PSC, SP/PS, PVV/PRL   | 18 mei 1980     | 22 okt. 1980    |
| Martens IV          | Wilfried Martens      | CVP/PSC, SP/PS            | 22 okt. 1980    | 6 april 1981    |
| M. Eyskens          | Mark Eyskens          | CVP/PSC, SP/PS            | 6 april 1981    | 17 dec. 1981    |
| Martens V           | Wilfried Martens      | CVP/PSC, PVV/PRL          | 17 dec. 1981    | 28 nov. 1985    |
| Martens VI          | Wilfried Martens      | CVP/PSC, PVV/PRL          | 28 nov. 1985    | 21 okt. 1987    |
| Martens VII         | Wilfried Martens      | CVP/PSC, PVV/PRL          | 21 okt. 1987    | 9 mei 1988      |
| Martens VIII        | Wilfried Martens      | CVP/PSC, SP/PS, VU        | 9 mei 1988      | 29 sept. 1991   |
| Martens IX          | Wilfried Martens      | CVP/PSC, SP/PS            | 29 sept. 1991   | 7 maart 1992    |
| Dehaene I           | Jean-Luc Dehaene      | CVP/PSC, SP/PS            | 7 maart 1992    | 23 juni 1995    |
| Dehaene II          | Jean-Luc Dehaene      | CVP/PSC, SP/PS            | 23 juni 1995    | 12 juli 1999    |

#### Overzicht Vlaamse Regeringsdeelnames
| Regering           | Minister-president | Partijen         | Periode   |
| ------------------ | ------------------ | ---------------- | --------- |
| Geens I            | Gaston Geens       | CVP, SP, PVV, VU | 1981-1985 |
| Geens II           | Gaston Geens       | CVP, PVV         | 1985-1988 |
| Geens III          | Gaston Geens       | CVP, PVV         | 1988      |
| Geens IV           | Gaston Geens       | CVP, SP, PVV, VU | 1988-1992 |
| Van den Brande I   | Luc Van den Brande | CVP, SP          | 1992      |
| Van den Brande II  | Luc Van den Brande | CVP, SP, VU      | 1992      |
| Van den Brande III | Luc Van den Brande | CVP, SP, VU      | 1992-1995 |
| Van den Brande IV  | Luc Van den Brande | CVP, SP          | 1995-1999 |

#### Gewezen ministers

##### 1944–1971
Minister en staatssecretaris van de unitaire CVP/PSC partij waren:
- Ernest Adam
- Oscar Behogne
- Alfred Bertrand
- Maurice Brasseur
- Henri Carton de Wiart
- Albert Coppé
- Joseph Custers
- Adhémar d'Alcantara
- Harold d'Aspremont Lynden
- August De Boodt
- Edgard De Bruyne
- Albert De Clerck
- Henri de la Barre d'Erquelinnes
- Robert De Man
- Placide De Paepe
- Marguerite De Riemaecker-Legot
- Jos De Saeger
- August De Schryver
- Alfred de Taeye
- Albert de Vleeschauwer
- Louis Delvaux
- André Dequae
- Charles du Bus de Warnaffe
- Jean Duvieusart
- Gaston Eyskens
- Arthur Gilson
- Charles Hanin
- Pierre Harmel
- Charles Héger
- Robert Houben
- Raphael Hulpiau
- Albert-Edouard Janssen
- Théo Lefèvre
- Joseph Meurice
- Paul Meyers
- Henri Moreau de Melen
- Ludovic Moyersoen
- Maurice Orban
- Albert Parisis
- Henri Pauwels
- René Pêtre
- Joseph Pholien
- Hubert Pierlot
- Jan Piers
- Edmond Ronse
- Raymond Scheyven
- Paul-Willem Segers
- Léon Servais
- Jean-Charles Snoy et d'Oppuers
- Paul Struye
- Yves Urbain
- Geeraard Van Den Daele
- François-Xavier van der Straten-Waillet
- Renaat Van Elslande
- Maurits Van Hemelrijck
- Jean van Houtte
- Paul van Zeeland
- Paul Vanden Boeynants
- Maurice Verbaet
- Alfons Verbist
- Pierre Wigny.

##### 1971–1999
Ministers en staatssecretarissen van de onafhankelijke CVP waren:
- Firmin Aerts
- Paul Akkermans
- André Bourgeois
- Paul Breyne
- Jos Chabert
- Daniël Coens
- Rika De Backer
- Ferdinand De Bondt
- Stefaan De Clerck
- Placide De Paepe
- Jos De Saeger
- Jean-Luc Dehaene
- Paul De Keersmaecker
- Leo Delcroix
- Wivina Demeester
- Paul Deprez
- Paula D'Hondt
- Luc Dhoore
- Jos Dupre
- Gaston Eyskens
- Mark Eyskens
- Gaston Geens
- Theo Kelchtermans
- Albert Lavens
- Jan Lenssens
- Luc Martens
- Wilfried Martens
- Reginald Moreels
- Mieke Offeciers-Van De Wiele
- Karel Pinxten
- Miet Smet
- Antoon Steverlynck
- Rika Steyaert
- Leo Tindemans
- Luc Van den Brande
- Robert Vandeputte
- Marcel Vandewiele
- Renaat Van Elslande
- Frans Van Mechelen
- Tony Van Parys
- Eric Van Rompuy
- Herman Van Rompuy
- Robert Vandeputte
- Maria Verlackt-Gevaert
- André Vlerick
- Hugo Weckx